# Dick MacNeill
Dick MacNeill (né le 7 janvier 1898 à Pasuruan et mort le 3 juin 1963 à Heemstede) est un footballeur international néerlandais. Il évoluait au poste de gardien de but. Il participe aux Jeux olympiques d'été de 1920, remportant la médaille de bronze avec les Pays-Bas.

## Biographie
Dick MacNeill reçoit sept sélections en équipe des Pays-Bas lors de l'année 1920, encaissant un total de 13 buts.
Il joue son premier match en équipe nationale le 5 avril 1920, en amical contre le Danemark (victoire 2-0 à Amsterdam).
Il participe aux Jeux olympiques d'été de 1920 organisés en Belgique. Lors du tournoi olympique, il joue quatre matchs, contre le Luxembourg, la Suède, la Belgique, et l'Espagne.

## Palmarès

### Jeux olympiques
- Jeux olympiques de 1920 :
  -  Médaille de bronze.